# Środek o skutku równoważnym do ograniczeń ilościowych
Środek o skutku równoważnym do ograniczeń ilościowych (ŚOR) – w prawie Unii Europejskiej jedna z zakazanych na mocy art. 34. i 35. Traktatu o Funkcjonowaniu Unii Europejskiej pozafiskalnych barier w swobodnym przepływie towarów pomiędzy państwami członkowskimi. Wobec braku jednoznacznej traktatowej definicji środka o skutku równoważnym, zakres przedmiotowy pojęcia został sformułowany przez Trybunał Sprawiedliwości Unii Europejskiej na drodze orzecznictwa, od lat 70. XX wieku ulegając stałej ewolucji. Obecnie można wyróżnić trzy definicje pojęcia zwane potocznie „formułami”: Dassonville, Cassis de Dijon, oraz Keck.

## Formuła Dassonville
Formuła Dassonville jest pierwszą definicją środka o skutku równoważnym do ograniczeń ilościowych. Zgodnie z jej brzmieniem, środkiem o skutku równoważnym do ograniczeń ilościowych jest każdy przepis państwa członkowskiego, który w sposób pośredni lub bezpośredni, rzeczywisty lub potencjalny może wpłynąć na handel pomiędzy państwami członkowskimi Unii Europejskiej.
Powyższe rozumienie pojęcia środka o skutku równoważnym jest pojęciem bardzo szerokim. Trybunał Sprawiedliwości w swojej dalszej działalności doprowadził do zawężenia stosowania powyższej definicji na gruncie formuły Cassis de Dijon.

## Formuła Cassis de Dijon
Formuła Cassis de Dijon dała możliwość państwom członkowskim stosowania regulacji stanowiących w myśl formuły Dassonville środki o skutku równoważnym w obrocie towarowym w następujących sytuacjach:
- stosowania środków krajowych ograniczających handel nie można usprawiedliwić na gruncie art. 36. Traktatu o Funkcjonowaniu Unii Europejskiej,
- w danej dziedzinie, nie istnieją unijne przepisy harmonizujące,
- środki krajowe stosowane są w sposób niedyskryminujący (zarówno tak samo dla towarów krajowych, jak i zagranicznych),
- środki są proporcjonalne – współmierne do założonego celu,
- uwzględniają interes Unii Europejskiej w swobodnym przepływie towarów.

Aby określony środek krajowy mógł mieć zastosowanie wymienione przesłanki powinny być spełnione kumulatywnie.

## Formuła Keck
Formuła Keck wprowadziła nową definicję środka o skutku równoważnym. W tym przypadku podstawowym elementem stało się rozróżnienie, czy dane regulacje krajowe dotyczą produktu, czy też jego sprzedaży, a także, czy obowiązują wszystkie podmioty gospodarcze i dotyczą w ten sam sposób obrót produktami krajowymi i pochodzącymi z innych państw członkowskich. Jak stwierdził trybunał:

Zastosowanie do produktów pochodzących z innych państw członkowskich krajowych przepisów, które ograniczają niektóre sposoby sprzedaży bądź ich zakazują, o ile tylko obowiązują one wszystkie zainteresowane podmioty gospodarcze prowadzące działalność na terytorium krajowym i dotyczą w ten sam sposób, z prawnego i faktycznego punktu widzenia, obrotu produktami krajowymi i produktami pochodzącymi z innych państw członkowskich, nie utrudnia, bezpośrednio ani pośrednio, rzeczywiście ani potencjalnie wymiany handlowej między państwami członkowskimi w rozumieniu wyroku z dnia 11 lipca 1974 r. w sprawie 8/74 Dassonville.